# Droits de scolarité
Pour les articles homonymes, voir écolage.
Les droits de scolarité ou frais d'inscription à l'université ou taxes d'études  ou par généralisation abusive frais de scolarité sont une somme exigée par une institution d'enseignement pour suivre un programme d'études. 
Lorsque les frais de scolarité n'augmentent pas d'une année à l'autre, alors qu'ils existent, l'on parle de gel des droits de scolarité.

## Histoire
Au Moyen Âge, il était question d'écolage, terme toujours en usage dans certaines régions ou pays.